# City of Gods
City of Gods è un singolo del rapper statunitense Fivio Foreign, con la collaborazione della cantautrice statunitense Alicia Keys e del rapper statunitense Kanye West pubblicato l'11 febbraio 2022 come primo estratto dal primo album in studio di Foreign B.I.B.L.E. e dall'undicesimo album di West Donda 2.
Keys ha rilasciato una versione alternativa City of Gods (Part II) il 7 aprile 2022. Il video del brano è stato candidato agi MTV Video Music Awards 2022 al miglior video R&B.

## Descrizione
La collaborazione presenta sonorità hip hop e drill, presenta un campionamento del brano del 2015 New York City dei The Chainsmokers. Foreign collabora per la seconda volta con Kanye West dopo Off the Grid, presente in Donda, il quale ha curato la produzione dell'album di debutto B.I.B.L.E. di Foreign. Quest'ultimo ha raccontato che inizialmente era prevista la collaborazione con Jay-Z, in quanto un'ode a New York; tuttavia la volontà del rapper di pubblicare subito l'album non ha portato a compimento l'inserimento di Carter. Nella medesima intervista ha parlato dell'incontro con Alicia Keys e di come sia avvenuta la registrazione delle sue strofe:
(Fivio Foreign)
La canzone è dedicata al rapper scomparso, amico di Fivio Foreign e collaboratore di lunga data TDott Woo, ucciso con un colpo di pistola una settimana prima dell'uscita del brano.

## Accoglienza
Il brano è stato accostato e paragonato alla collaborazione Empire State of Mind interpretata e scritta da Jay-Z e Alicia Keys nel 2009, oltre per la pubblicazione della seconda versione che richiama nel titolo Empire State of Mind (Part II) Broken Down, presente nell'album The Element of Freedom della Keys.
I giornalisti di Complex hanno associato la canzone sia a Empire State of Mind che a Run This Town, apprezzando la combinazione della musica drill di Foreign con la produzione di Kayne, anche se «il synth sfarzoso l'ha fatta sembrare una drill di American Eagle; [...] solo troppo patinata» e che «nel complesso, è una canzone un po' oblunga». Alla fine Alicia Keys è stata apprezzata per aver «cantato con riverenza su New York City; [...] con una voce impressionante sul ritornello». Christine Ochefu di GQ rimane piacevolmente colpito nel trovare Alicia Keys su una base drill.

## Video musicale
Il video di City of Gods, è stato reso disponibile il 18 febbraio 2022 attraverso il canale YouTube del rapper Fivio Foreign.

## Tracce
Download digitale
Testi e musiche di Alicia Keys, Mark Williams, Victoria Zaro, Tweek Tune, Raul Cubina, Playboi Carti, Lil Mav, Kanye West, Hemz, Fivio Foreign, Dem Jointz, Delacey, Cristion D’or, AyoAA, Andrew Taggart.
1. City of Gods – 4:16

## Classifiche
| Classifica (2022) | Posizione massima |
| ----------------- | ----------------- |
| Australia         | 65                |
| Canada            | 20                |
| Irlanda           | 36                |
| Islanda           | 16                |
| Portogallo        | 174               |
| Regno Unito       | 58                |
| Stati Uniti       | 46                |
| Sudafrica         | 48                |
| Svezia            | 5                 |
| Svizzera          | 91                |